# Iván Flores Quispe
Iván Joel Flores Quispe (Distrito de Acora, Puno, Perú, 31 de julio de 1968) es profesor, biólogo y político peruano. Fue alcalde de la provincia de Puno tras ganar las Elecciones Regional y Municipales 2014.

## Biografía
Iván Joel Flores Quispe, es hijo Samuel Flores Mamani y Nicolaza Quispe Clemente; y padre de tres hijas. Profesor por la Escuela de Formación Artística (ESFA) y biólogo por la Universidad Nacional del Altiplano (UNA).
Se desempeñó como docente de la Institución Educativa Secundaria Industrial N° 32 de la ciudad de Puno, luego trabajó como director en el Área de Desarrollo Educativo de Platería y fue director de la Unidad de Gestión Educativa Local Yunguyo.

## Carrera política
El año 1996, asumió su primer cargo por elección popular como regidor de la Municipalidad Distrital de Acora (1996-1998), cumpliendo la labor fiscalizadora del Ejecutivo a través de diversas comisiones.
Luego fue elegido alcalde de la Municipalidad Distrital Acora (2007-2010); en su gestión se creó el centro Poblado de Pasto Grande (Ordenanza Municipal 009-2007/CM-MDA publicado en El Peruano). Instituyó el uso obligatorio del idioma aimara en los documentos oficiales. Además implementó políticas para el fortalecimiento de la danza y música aimara; también en este periodo Acora fue anfitrión del tradicional concurso de la Festividad Virgen de la Candelaria. 
El año 2015, por voluntad popular asume funciones como alcalde de la Municipalidad Provincial de Puno. En este periodo promueve la gestión presupuestaria para la construcción de las Plantas de Tratamiento de Aguas Servidas (PTAR) y la dotación de agua potable y saneamiento básico de 94 islas de Los Uros.  
El año 2016, los alcaldes de las municipalidades del Perú que promueven la gobernabilidad democrática y descentralizada, lo eligieron como Presidente de la Red de Municipalidades Urbanas y Rurales del Perú (REMURPE). Esta entidad tiene el fin de influir en la formulación políticas públicas para el beneficio de las municipalidades, especialmente rurales.